# Salix kochiana
Salix kochiana är en videväxtart som beskrevs av Ernst Rudolf von Trautvetter. Salix kochiana ingår i släktet viden, och familjen videväxter. Inga underarter finns listade i Catalogue of Life.